# سولانا (منصة بلوكتشين)
سولانا  عبارة عن شبكة بلوكتشين تستخدم آلية إثبات الحصة لتوفير وظائف العقود الذكية . العملة المشفرة الأصلية لسولانا هي سول SOL .
تم إطلاق سولانا عام ٢٠٢٠ بواسطة مختبرات سولانا، التي أسسها أناتولي ياكوفينكو وراج جوكال في عام ٢٠١٨. شهدت هذه البلوكتشين العديد من الانقطاعات الرئيسية، وتعرضت للاختراق، وتم رفع دعوى جماعية ضدها.
بلغ إجمالي القيمة السوقية لسولانا ٥٥ بليون دولار أمريكي في في كانون الثاني \ يناير ٢٠٢٢. ومع ذلك، بحلول نهاية عام ٢٠٢٢، انخفضت القيمة السوقية إلى حوالي ٣ بليون دولار بعد إفلاس منصة إف تي إكس FTX . بعد الارتفاع العام في سوق العملات المشفرة في عام ٢٠٢٣، ارتفعت قيمتها السوقية إلى ٧ مليارات دولار.

## خصائص
وفقًا للمستند الفني للشركة، تعمل سولانا على نموذج إثبات الحصة للوصول إلى التوافق والإجماع. وصفتها النيويورك تايمز وفاينانشيال تايمز بأنها العملة البديلة لإيثريوم.

## تاريخ
تم افتتاح سولانا للجمهور لأول مرة في آذار \ مارس ٢٠٢٠،  مع إنشاء أول بلوك (كتلة) في ١٦ من ذات الشهر.  تم تصميم بلوكتشين سولانا لدعم العقود الذكية والتطبيقات اللامركزية على وجه الخصوص. ساهمت أعداد كبيرة من المعاملات المتزامنة في حدوث عدة انقطاعات في بلوكتشين سولانا.
في حزيران \ يونيو ٢٠٢١، باعت مختبرات سولانا ما قيمته ٣١٤ مليون دولار من عملتها الرقمية الأصلية سول لمجموعة من المستثمرين بقيادة Andreessen Horowitz و Polychain Capital .
في 1 تموز \ يوليو ٢٠٢٢، تم رفع دعوى جماعية ضد سولانا. اتهمت الدعوى القضائية سولانا ببيع الأوراق المالية المشفرة غير المسجلة على شكل عملتها سول اعتبارًا من ٢٤ آذار \ مارس ٢٠٢٢ فصاعدًا ، وأن سولانا قد ضللت المستثمرين عمدًا فيما يتعلق بإجمالي المعروض المتداول من عملات سول. وفقًا للدعوى القضائية، قام أناتولي ياكوفينكو، مؤسس مختبرات سولانا، بإقراض صانع سوق أكثر من ١١.٣ مليون رمز في أبريل ٢٠٢٠ ولم يكشف عن هذه المعلومات للجمهور. زعمت الدعوى القضائية أن سولانا صرحت بأنها ستقلص العرض بهذا المقدار، لكنها لم تحرق سوى ٣.٣ مليون رمز.
في ٣ آب \ أغسطس ٢٠٢٢، تم اختراق ٩٢٣١ محفظة سولانا ، وقامت أربعة عناوين على بلوكتشين سولانا بسرقة ما يقرب من ٨ ملايين دولار من الضحايا. صرحت الشركة أن الاختراق نتج عن برنامج المحفظة الرقمية من Slope Finance .
في أبريل ٢٠٢٣، بدأ سولانا بيع سولانا ساغا Solana Saga ، وهو هاتف ذكي يعمل بنظام Android مع العديد من التطبيقات اللامركزية المستندة إلى سولانا مثبتة على الهاتف مسبقًا.
في حزيران \ يونيو ٢٠٢٣، رفعت لجنة الأوراق المالية والبورصات دعوى قضائية ضد منصة كوين بيز ، زاعمة أن سولانا و١٢ عملة مشفرة أخرى تقدمها المنصة فشلت في اختبار Howey وتم تأهيلها كأوراق مالية. تتهم الدعوى كوين بيز بالتهرب بشكل غير قانوني من متطلبات الكشف عن طريق تقديم هذه الرموز.

### القيمة السوقية
تقلبت قيمة رموز سول بشكل كبير منذ بداية إطلاق البلوكتشين. تجاوزت القيمة السوقية لبلوكتشين سولانا ٦٣ مليار دولار في أيلول \ سبتمبر ٢٠٢١،  ووصلت إلى ٧٤ مليار دولار في أوائل تشرين الثاني \ نوفمبر ٢٠٢١، بعد أن ارتفعت بنحو ١٢,٠٠٠٪ في ذلك العام إلى سعر ٢٥٩.٦٩ دولارًا. كانت شعبية بلوكتشين سولانا في هذا الوقت ترجع جزئيًا إلى الاهتمام بالـ إنفتي.
في تشرين الثاني \ نوفمبر ٢٠٢٢، انخفض سعر سولانا بنسبة ٤٠ في المائة في يوم واحد بعد إفلاس منصة إف تي إكس FTX ، بسبب قيام شركة Alameda Research ببيع عدد مهول من رموز سول. كانت سولانا هو ثاني أكبر حيازة لشركة ألاميدا في ذلك الوقت  وكانت إف تي إكس تمتلك ٩٨٢ مليون دولار من عملات سولانا. بحلول نهاية عام ٢٠٢٢، خسرت سولانا أكثر من ٥٠ مليار دولار من حيث القيمة منذ بداية العام. منذ بداية عام ٢٠٢٣ حتى ١٥ آذار \ مارس ، بالتزامن مع ارتفاع سوق العملات المشفرة، ارتفعت قيمة سولانا بنسبة ١٠٠٪ لتصل قيمتها السوقية إلى حوالي ٧ مليارات دولار. في ١١ حزيران \ يونيو ٢٠٢٣، انخفض سولانا بنسبة ٣٠٪ تقريبًا في يوم واحد بعد أن أعلنت لجنة الأوراق المالية والبورصات أنها سترفع قضية في المحكمة بأن عملة سول تمثل ورقة مالية، مما تسبب في قيام البورصات الكبيرة بتصفية ممتلكاتها، بما في ذلك روبنهود التي ألغت سول وغيرها من الرموز المشفرة التي تم تسميتها من قبل هيئة الأوراق المالية والبورصات في دعواها.